# Named-entity recognition
Named-entity recognition (NER) oder Eigennamenerkennung ist eine Aufgabe in der Informationsextraktion und bezeichnet die automatische Identifikation und Klassifikation von Eigennamen. Ein Eigenname ist eine Folge von Wörtern, die eine real existierende Entität beschreibt, wie z. B. ein Firmenname.
Zur Evaluierung wird beispielsweise der MUC-7 Datensatz verwendet. Auf diesem wurde nach dem {\displaystyle F_{1}}-Maß 93,39 % erreicht, wohingegen Menschen auf diesem Datensatz zwischen 96,95 % und 97,60 % erreichen.

## Anwendungen

### Informationsgewinnung
NER ist ein entscheidendes Instrument im Bereich der Informationsgewinnung, das die Umwandlung von unstrukturiertem Text in strukturierte Daten ermöglicht. Diese Fähigkeit ist besonders wichtig in Bereichen wie Business Intelligence und akademischer Forschung. So kann NER beispielsweise in Finanzdokumenten Firmennamen, Finanzindikatoren und Markttrends identifizieren und kategorisieren, was eine effiziente Datenanalyse und Entscheidungsfindung erleichtert.

### Rolle in der Sentimentanalyse
In der Sentimentanalyse hilft NER bei der Identifizierung von Marken, Produkten oder Dienstleistungen in Kundenfeedback. Diese Identifizierung ermöglicht eine gezielte Sentimentanalyse, die für Unternehmen essentiell ist, um Kundenmeinungen und Markttrends zu verstehen.

### Frage-Antwort-Systeme
NER ist von entscheidender Bedeutung für Frage-Antwort-Systeme, wie digitale Assistenten und Kundenservice-Chatbots. Indem sie Entitäten aus Benutzeranfragen extrahieren, können diese Systeme genauere und kontextuell relevantere Antworten liefern, was die Benutzerinteraktion erheblich verbessert.

### Verbesserung der Suchmaschinenfähigkeiten
In Suchmaschinen hilft NER, das Verständnis von Anfragen und die Relevanz der Suchergebnisse zu verbessern. Indem sie Entitäten in Benutzeranfragen identifizieren, können Suchalgorithmen diese Anfragen besser mit relevanten Dokumenten abgleichen, was das Gesamterlebnis für den Benutzer verbessert.

### Datenannotation und kuratierung
NER spielt eine entscheidende Rolle bei der linguistischen Datenannotation und hilft bei der Erstellung von annotierten Datensätzen, die für das Training und die Bewertung verschiedener maschineller Lernmodelle unerlässlich sind. Dieser Prozess ist besonders wichtig für die Entwicklung robuster Modelle für Aufgaben wie Sentimentanalyse, Textklassifizierung und Sprachübersetzung.

## Aktuelle Herausforderungen

### Anpassung von NER an datenarme Bereiche
Eine bedeutende Herausforderung bei der Entwicklung effektiver NER-Systeme, insbesondere solcher, die auf überwachten oder generativen Modellen basieren, ist der Bedarf an umfangreichen Mengen annotierter Trainingsdaten. Diese Modelle, die in allgemeinen oder durchschnittlichen Bereichen beeindruckende Leistungen zeigen, haben oft Schwierigkeiten, wenn sie auf spezialisiertere Felder angewendet werden. So kann beispielsweise ein Modell, das auf allgemeinen Nachrichtenartikeln trainiert wurde, Schwierigkeiten haben, technische Begriffe in medizinischen Forschungsarbeiten zu identifizieren. Der Grund liegt in der Abhängigkeit des Modells von den Daten, auf denen es trainiert wurde, die möglicherweise nicht den spezialisierten Wortschatz oder die einzigartigen linguistischen Strukturen spezifischer Bereiche umfassen.
Diese Herausforderung wird noch verstärkt, wenn versucht wird, neue Entitätstypen zu erkennen oder sich an Bereiche anzupassen, in denen annotierte Daten knapp oder nicht vorhanden sind. Der Prozess der manuellen Annotation solcher Bereiche ist nicht nur zeitaufwändig, sondern erfordert auch Expertise, was ihn zu einem kostspieligen Unterfangen macht. Forscher erforschen semi-überwachte und unüberwachte Lernansätze als mögliche Lösungen, bei denen Modelle mit weniger Abhängigkeit von großen annotierten Datensätzen trainiert werden können. Darüber hinaus wird das Transferlernen, bei dem ein Modell, das für eine Aufgabe trainiert wurde, für eine andere angepasst wird, als vielversprechender Ansatz gesehen, um diese Herausforderung zu bewältigen. Allerdings bleibt die effektive Übertragung von Wissen über Domänen hinweg ohne Verlust der Nuancen des spezifischen Bereichs eine komplexe und ungelöste Frage.
Als Reaktion auf diese Herausforderung hat sich die jüngste Forschung auf encoder-basierte Modelle konzentriert, die Zero-Shot- und Few-Shot-Lernansätze nutzen, um den für effektives Training benötigten Datenumfang zu reduzieren. Few-Shot-Learning ermöglicht es insbesondere Modellen, sich mit sehr wenigen Beispielen an neue Aufgaben anzupassen, wodurch ihre Flexibilität und Effizienz in spezialisierten Bereichen erhöht wird.

### Kontextuelle Mehrdeutigkeit und Polysemie
Eine entscheidende Herausforderung in NER ist das Management von kontextueller Mehrdeutigkeit und Polysemie, bei der ein Begriff basierend auf seinem Kontext mehrere Bedeutungen haben kann (z. B. „Apple“). Fortgeschrittene NER-Systeme begegnen diesem Problem durch die Nutzung dynamischer kontextueller Einbettungen und Aufmerksamkeitsmechanismen in neuronalen Netzwerken. Techniken wie BERT und GPT erzeugen kontextsensitive Wortrepräsentationen, die die semantische Interpretation verbessern und die Entschlüsselung verbessern. Trotz Fortschritten bleibt dies ein komplexer, sich entwickelnder Bereich in NLP, der die Notwendigkeit von kontinuierlichen Fortschritten im Deep Learning und im Verständnis natürlicher Sprache hervorhebt.

## Belege
1. ↑  Kai-Uwe Carstensen: Anwendungen. In: Computerlinguistik und Sprachtechnologie. Spektrum Akademischer Verlag, 2010, ISBN 978-3-8274-2023-7, S. 596, doi:10.1007/978-3-8274-2224-8_5 (springer.com [abgerufen am 22. Oktober 2017]).
2. ↑  Jing Jiang: Information Extraction from Text. In: Mining Text Data. Springer, Boston, MA, 2012, ISBN 978-1-4614-3222-7, S. 15, doi:10.1007/978-1-4614-3223-4_2 (springer.com [abgerufen am 22. Oktober 2017]).
3. ↑  MUC-7 Evaluation of IE technologiy: | Overview of Results (PDF; 0,7 MB), auf www-nlpir.nist.gov